# John Caldwell Holt
Pour les articles homonymes, voir John Holt (homonymie).
John Caldwell Holt (né le 14 avril 1923 et décédé le 14 septembre 1985) est un éducateur et un écrivain américain, l'un des plus grands défenseurs des mouvements du homeschooling (scolarité à la maison) puis du unschooling (non-scolarité), et un pionnier dans la défense des droits des enfants.
Il a notamment mené des actions et écrit de nombreux ouvrages consacrés à la façon dont les enfants apprennent réellement et aux dommages causés par l'institution scolaire.

## Biographie
Peu de temps après sa sortie de l'université, Holt s'engage dans la Marine américaine et sert à bord du USS Barbero, un sous-marin qui combat dans l'océan Pacifique. Pendant la guerre, il acquiert la conviction que l'arme nucléaire est une terrible menace pour le monde entier, et que seul un gouvernement mondial pourrait prévenir ce danger. Après ses trois ans de service militaire, il obtient un poste à New York, chez le World Federalist Movement. Débutant au courrier, il en devient le directeur exécutif six ans plus tard. Cependant, il est frustré par l'inefficacité du groupe, et il quitte l'organisation en 1952.
Devant l'insistance de sa sœur, Holt devient enseignant d'une classe de cinquième année (CM2). Après plusieurs années à enseigner dans le Colorado, il s'installe à Boston. C'est là qu'il rencontre Bill Hull, enseignant tout comme lui, et qu'ils décident de démarrer un projet d'observation de classe. L'un enseigne, tandis que l'autre regarde. Les notes accumulées par Holt au cours des onze années d'enseignement forment le cœur de ses deux livres les plus connus How Children Fail et How Children Learn (publiés sous les titres Comment l'enfant échoue, Comment l'enfant apprend aux Éditions l'Instant Présent), ainsi que du livre Escape from Childhood : The Rights and Needs of Children (S'évader de l'enfance), moins connu et beaucoup plus extrême.
Ces trois livres posent les fondations de la philosophie de l'éducation selon Holt. Il soutient que la peur est la première raison de l'échec à l'école : peur de ne pas avoir la bonne réponse, peur d'être ridicule devant le professeur et les autres élèves, peur de ne pas faire assez bien. Cette situation est aggravée par le fait que les enfants sont forcés à étudier des matières qui ne les intéressent pas forcément.

## Homeschooling
Après plusieurs années de travail au sein du système éducatif, Holt a perdu ses illusions. Il est convaincu que la réforme du système est impossible, car il est fondamentalement défectueux et est à l'image de ce que la société souhaite en définitive. Ainsi, il devient le plus ardent défenseur du homeschooling. Cependant, enlever l'enfant de l'école et la recréer au sein de la famille n'aide en rien. Holt pense que les enfants n'ont pas besoin d'être obligés pour apprendre ; ils le font naturellement si on leur donne la liberté de suivre leurs propres intérêts, ainsi qu'un accès à de multiples ressources. Cette ligne de pensée devint le unschooling : les «apprentissages informels» ou les apprentissages autonomes.
En 1977, Holt fonde le premier magazine de homeschooling avec Pat Farenga Growing Without Schooling et crée John Holt's Bookstore.
Outre sa volonté de favoriser le homeschooling, Holt épouse aussi les principes du mouvement du droit des jeunes, qui réclame le retrait de l'âge minimal pour voter et l'autorisation de signer des contrats et de travailler.

## Influences sur l'éducation
L'œuvre de John Holt a influencé des milliers d'individus et de nombreuses associations, telles que l'école de Summerhill, l'Evergreen State College, la National Youth Rights Association et le Freechild Project.
En 1985, John Caldwell Holt meurt d'un cancer à l'âge de 62 ans ; ses livres auront une très profonde influence sur le développement des mouvements de homeschooling et unschooling.

## Publications
- How Children Fail (1964), Comment l'enfant échoue, l'Instant présent, 2019 (Parents et Éducateurs devant l'échec scolaire, Casterman, 1964).
- How Children Learn (1967), Comment l'enfant apprend, l'Instant présent, 2019.
- The Underachieving School (1968)
- What Do I Do Monday? (1970)
- Freedom and Beyond (1972)
- Escape From Childhood (1974), S'évader de l'enfance, l'Instant présent, 2015 (Éditions Payot, 1976).
- Instead of Education (1976), Apprendre sans l'école, l'Instant présent. 2012.
- Never Too Late (1979)
- Teach Your Own (1981)
- Learning All the Time (1989), Les apprentissages autonomes, l'Instant présent, 2011.
- A Life Worth Living (J Holt), Lettres de John Holt.